# Багажный вагон

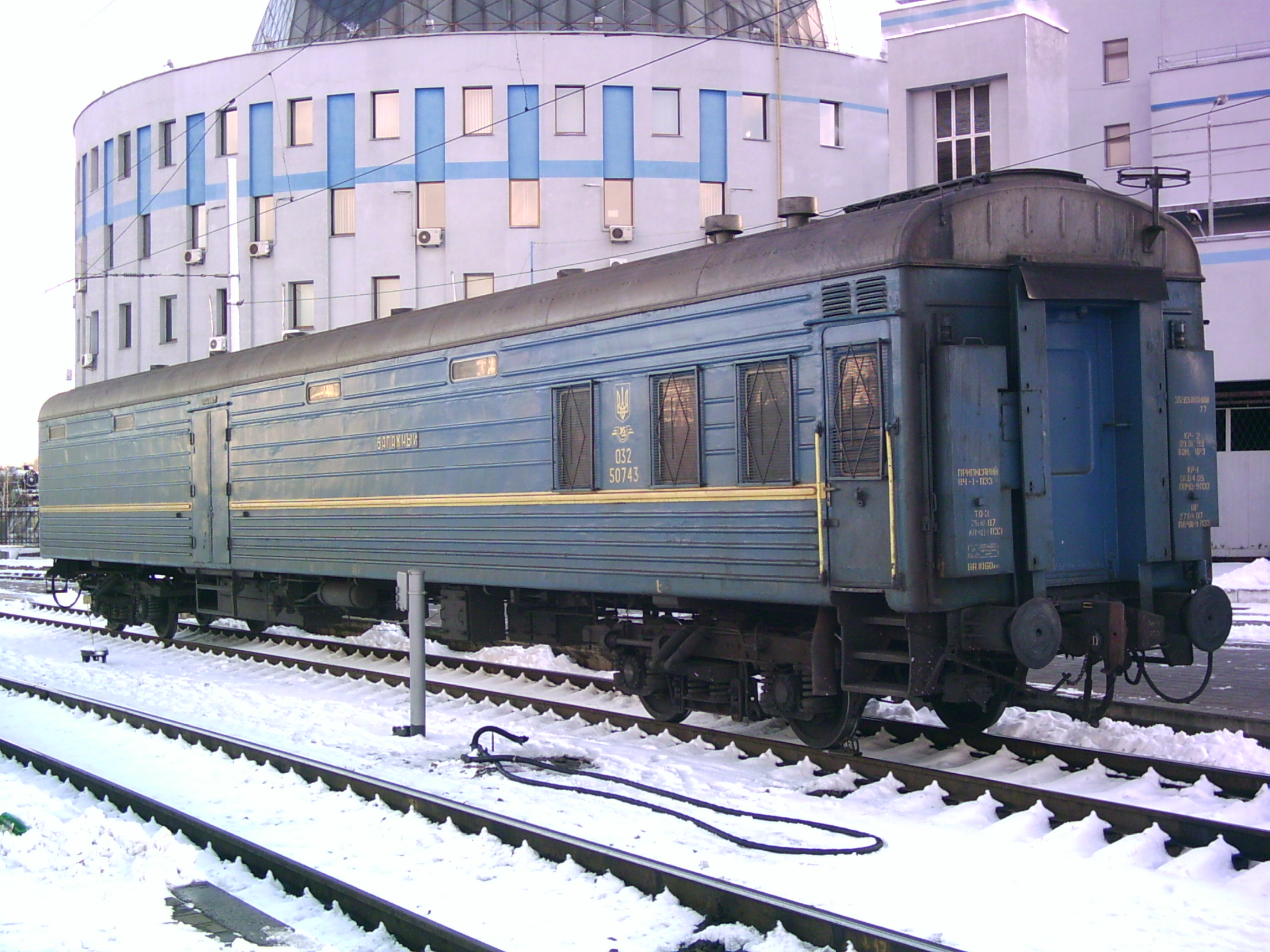
Багажный вагон

Багажный вагон — железнодорожный вагон, изначально служивший для перевозки багажа пассажиров, в пассажирских или отдельных почтово-багажных поездах, в составе грузовых поездов. Но позже, в частности на железных дорогах бывшего СССР, а ныне СНГ, багажные вагоны стали использоваться для доставки некоторых категорий грузов, или громоздкого багажа, заявленных грузоотправителем для конкретного получателя.
Лицо, желающее воспользоваться такой услугой, сдаёт груз в багажное отделение железнодорожной станции, в качестве отправителя. Далее груз переправляется багажным вагоном до железнодорожной станции получателя, который принимает заявленный багаж или груз через багажное отделение.

## Конструктивные особенности

План багажного вагона
1. Тамбур.
2. Туалет.
3. Служебное отделение.
4. Купе раздатчиков багажа.
5. Багажная кладовая.
6. Котельное отделение

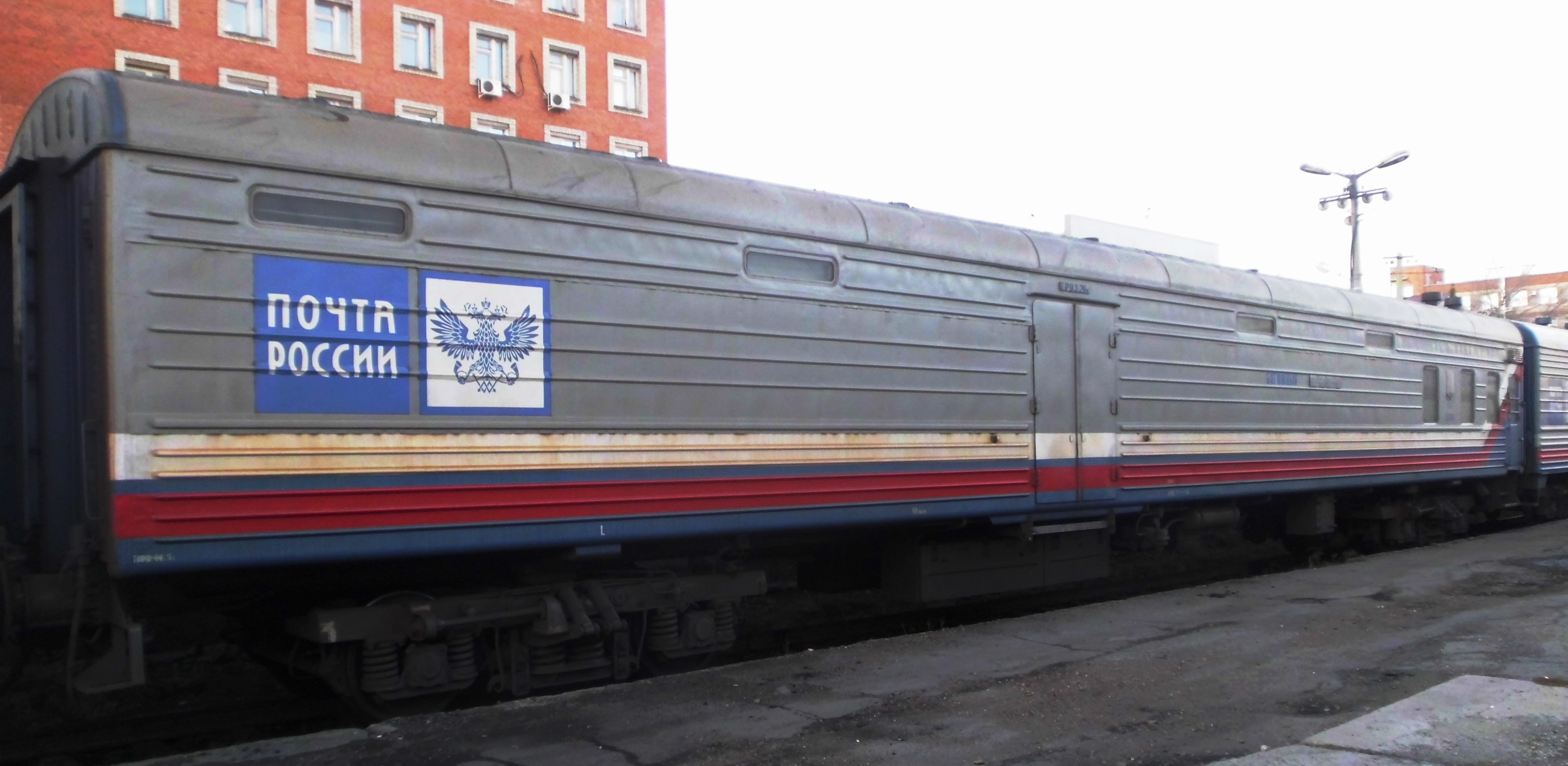
Четырёхосный цельнометаллический багажный вагон модели 61-517 ФГУП «Почта России»

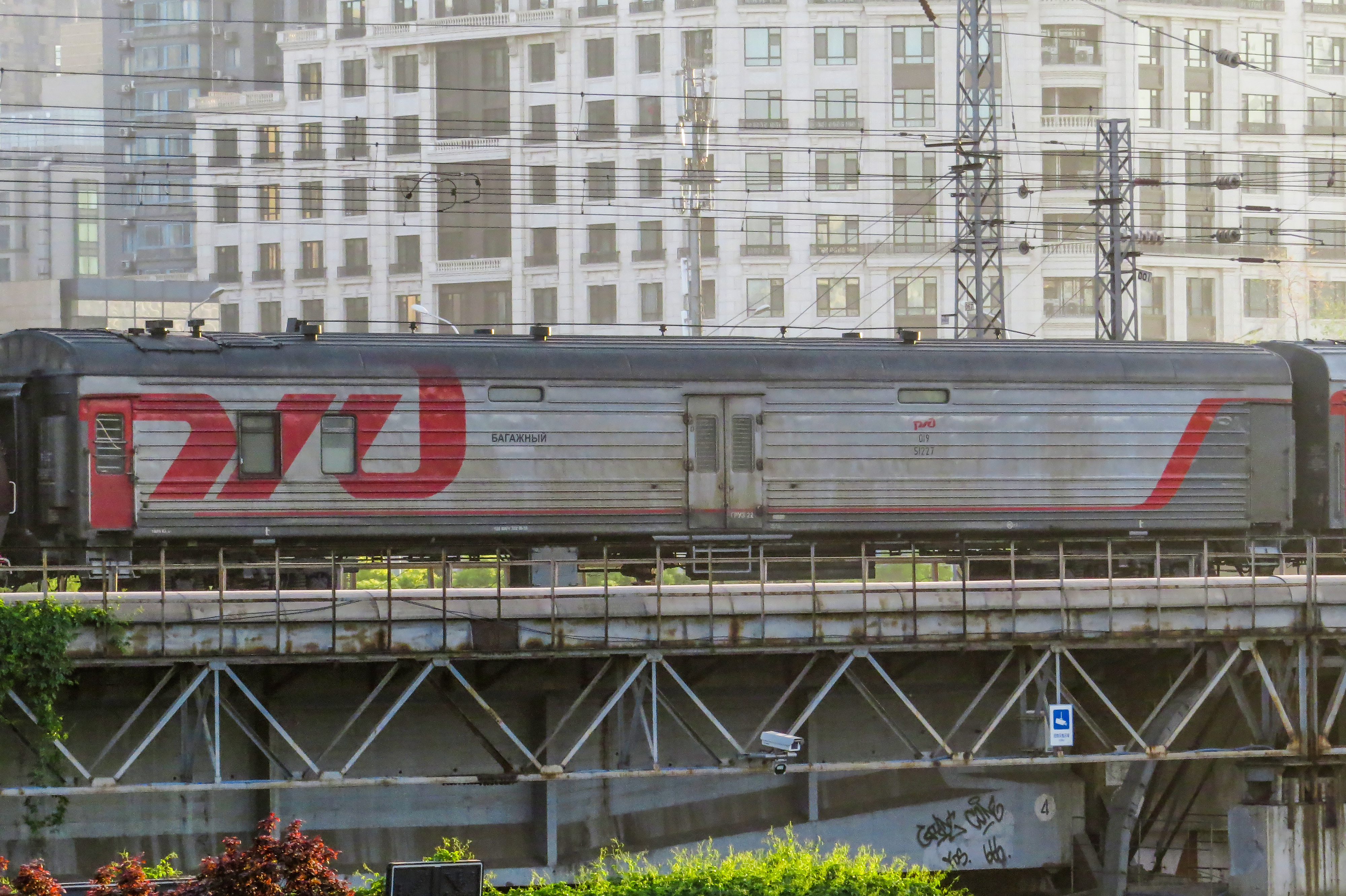
Багажный вагон ОАО «РЖД» в составе пассажирского поезда 020Щ/019Ч «Восток» (Москва — Пекин)

Багажный вагон имеет типовые для пассажирских вагонов цельнометаллический кузов, ходовые части, систему электроснабжения, тормозное, автосцепное и санитарно-техническое оборудование. Планировкой багажного вагона предусмотрены багажная кладовая, служебное помещение, двухместное купе отдыха багажных раздатчиков, туалет с душем, тамбур и котельное отделение.
Багажная кладовая может быть оборудована краном или ручной талью на монорельсе, для механизации погрузочно-разгрузочных работ. В свою очередь погрузочные двери также снабжены консольными поворотными устройствами с такими же талями.
Электроснабжение вагона производится от подвагонного генератора и аккумуляторных батарей. Отопление вагона водяное и осуществляется с помощью электроугольного котла с программным управлением. Для осуществления вентиляции вагона используется приточная автоматизированная механическая система.